# MPEG-4 Parte 3
MPEG-4 Part 3 ou MPEG-4 Audio (formalmente ISO/IEC 14496-3) é a terceira parte do padrão internacional ISO/IEC MPEG-4 desenvolvido pelo Moving Picture Experts Group. Ele especifica métodos de codificação de áudio. A primeira versão do ISO/IEC 14496-3 foi publicada em 1999.
O MPEG-4 Parte 3 consiste em uma variedade de tecnologias de codificação de áudio – desde codificação de fala Compressão com perda de dadoscom perdas (HVXC, CELP), codificação geral de áudio (AAC, TwinVQ, BSAC), compressão de áudio sem perdas (MPEG-4 SLS, Audio Lossless Coding, MPEG-4 DST), uma interface de texto para fala (TTSI), áudio estruturado (usando SAOL, SASL, MIDI) e muitas técnicas adicionais de síntese e codificação de áudio.
O MPEG-4 Audio não tem como alvo uma única aplicação, como telefonia em tempo real ou compressão de áudio de alta qualidade. Ele se aplica a todas as aplicações que exigem o uso de compressão, síntese, manipulação ou reprodução de som avançadas. O MPEG-4 Audio é um novo tipo de padrão de áudio que integra vários tipos diferentes de codificação de áudio: som natural e som sintético, entrega de baixa taxa de bits e entrega de alta qualidade, fala e música, trilhas sonoras complexas e simples, conteúdo tradicional e conteúdo interativo.

## Versões
| Edição          | Data de lançamento | Última alteração          | Padrão                          | Descrição                                                                                |
| --------------- | ------------------ | ------------------------- | ------------------------------- | ---------------------------------------------------------------------------------------- |
| Primeira edição | 1999               | 2001                      | ISO/IEC 14496-3:1999            | também conhecido como "MPEG-4 Audio Version 1"                                           |
|                 |                    | 2000                      | ISO/IEC 14496-3:1999/Amd 1:2000 | também conhecido como "MPEG-4 Audio Version 2", uma Emenda (Amendment) à primeira edição |
| Segunda edição  | 2001               | 2005                      | ISO/IEC 14496-3:2001            |                                                                                          |
| Terceira edição | 2005               | 2008                      | ISO/IEC 14496-3:2005            |                                                                                          |
| Quarta edição   | 2009               | 2015 e em desenvolvimento | ISO/IEC 14496-3:2009            |                                                                                          |
| Quinta edição   | 2019               |                           | ISO/IEC 14496-3:2019            | Versão atual                                                                             |

## Subpartes
O MPEG-4 Parte 3 contém as seguintes subpartes:
- Subparte 1: Principal (lista de tipos de objetos de áudio, perfis, níveis, interface para ISO/IEC 14496-1, fluxo de transporte de áudio MPEG-4, etc.)
- Subparte 2: Codificação de fala – HVXC (Harmonic Vector eXcitation Coding)
- Subparte 3: Codificação de fala – CELP (Code Excited Linear Prediction)
- Subparte 4: Codificação geral de áudio (GA) (codificação de tempo/frequência) – AAC, TwinVQ, BSAC
- Subparte 5: Áudio Estruturado (SA)
- Subparte 6: Interface de texto para fala (TTSI)
- Subparte 7: Codificação de áudio paramétrica – HILN (Harmônico e linha individual mais ruído)
- Subparte 8: Descrição técnica da codificação paramétrica para áudio de alta qualidade (SSC, Parametric Stereo)
- Subparte 9: Áudio MPEG-1/MPEG-2 em MPEG-4
- Subparte 10: Descrição técnica da codificação sem perdas de áudio sobreamostrado (MPEG-4 DST – Direct Stream Transfer)
- Subparte 11: Codificação sem perdas de áudio (ALS)
- Subparte 12: Codificação sem perdas escalável (SLS)

## Tipos de objetos de áudio MPEG-4
O MPEG-4 Audio inclui um sistema para lidar com um grupo diverso de formatos de áudio de maneira uniforme. Cada formato recebe um Tipo de Objeto de Áudio exclusivo para representá-lo. O Tipo de Objeto é usado para distinguir entre diferentes métodos de codificação. Ele determina diretamente o subconjunto de ferramentas MPEG-4 necessário para decodificar um objeto específico. Os perfis MPEG-4 são baseados nos tipos de objeto e cada perfil suporta uma lista diferente de tipos de objeto.
| ID do tipo de objeto | Tipos de objeto de áudio                                                                        | Primeira data de lançamento público | Descrição |
| -------------------- | ----------------------------------------------------------------------------------------------- | ----------------------------------- | --- |
| 1                    | AAC Principal (AAC Main)                                                                        | 1999                                | contém AAC LC |
| 2                    | AAC LC (Baixa Complexidade) (Low Complexity)                                                    | 1999                                | Usado no "Perfil AAC". O tipo de objeto de áudio MPEG-4 AAC LC é baseado no perfil de baixa complexidade (LC) MPEG-2 Parte 7 combinado com Substituição de ruído perceptual (PNS) (definido em MPEG-4 Parte 3 Subparte 4).                                                        |
| 3                    | AAC SSR (Taxa de Amostragem Escalável) (Scalable Sample Rate)                                   | 1999                                | O tipo de objeto de áudio MPEG-4 AAC SSR é baseado no perfil de taxa de amostragem escalável (SSR) MPEG-2 Parte 7 combinado com substituição de ruído perceptual (PNS) (definido em MPEG-4 Parte 3 Subparte 4).                                                                   |
| 4                    | AAC LTP (Long Term Prediction)                                                                  | 1999                                | contém AAC LC |
| 5                    | SBR (Spectral Band Replication)                                                                 | 2003                                | usado com AAC LC no "Perfil AAC de alta eficiência" ("High Efficiency AAC Profile") (HE-AAC v1) |
| 6                    | AAC Escalável (AAC Scalable)                                                                    | 1999                                | |
| 7                    | TwinVQ                                                                                          | 1999                                | codificação de áudio em taxas de bits muito baixas |
| 8                    | CELP (Code Excited Linear Prediction)                                                           | 1999                                | codificação de fala |
| 9                    | HVXC (Harmonic Vector eXcitation Coding)                                                        | 1999                                | codificação de fala |
| 10                   | (Reservado)                                                                                     |                                     | |
| 11                   | (Reservado)                                                                                     |                                     | |
| 12                   | TTSI (Interface de Síntese de fala)                                                             | 1999                                | |
| 13                   | Síntese principal (Main synthesis)                                                              | 1999                                | contém sample-based synthesis 'wavetable' e síntese algorítmica e efeitos de áudio (Algorithmic Synthesis and Audio Effects) |
| 14                   | sample-based synthesis 'wavetable'                                                              | 1999                                | baseado em SoundFont e DownLoadable Sounds, contém General MIDI |
| 15                   | General MIDI                                                                                    | 1999                                | |
| 16                   | Síntese Algorítmica e Efeitos de Áudio (Algorithmic Synthesis and Audio Effects)                | 1999                                | |
| 17                   | ER AAC LC                                                                                       | 2000                                | Resiliente a erros (Error Resilient) |
| 18                   | (Reservado)                                                                                     |                                     | |
| 19                   | ER AAC LTP                                                                                      | 2000                                | Resiliente a erros (Error Resilient) |
| 20                   | ER AAC Escalável (ER AAC Scalable)                                                              | 2000                                | Resiliente a erros (Error Resilient) |
| 21                   | ER TwinVQ                                                                                       | 2000                                | Resiliente a erros (Error Resilient) |
| 22                   | ER BSAC (codificação aritmética em fatias de bits) (Bit-Sliced Arithmetic Coding)               | 2000                                | Também é conhecido como "Fine Granule Audio" ou ferramenta de escalabilidade de grão fino. É usado em combinação com as ferramentas de codificação AAC e substitui a codificação silenciosa e a formatação de fluxo de bits do codificador MPEG-4 Versão 1 GA. Resiliente a erros |
| 23                   | ER AAC LD (baixo atraso) (Low Delay)                                                            | 2000                                | Resiliente a erros, usado com CELP, ER CELP, HVXC, ER HVXC e TTSI no "Perfil de baixo atraso" ("Low Delay Profile"), (comumente usado para aplicações de conversação em tempo real)                                                                                               |
| 24                   | ER CELP                                                                                         | 2000                                | Resiliente a erros (Error Resilient) |
| 25                   | ER HVXC                                                                                         | 2000                                | Resiliente a erros (Error Resilient) |
| 26                   | ER HILN (Linhas Harmônicas e Individuais mais Ruído) (Harmonic and Individual Lines plus Noise) | 2000                                | Resiliente a erros (Error Resilient) |
| 27                   | ER Parametric                                                                                   | 2000                                | Resiliente a erros (Error Resilient) |
| 28                   | SSC (codificação sinusoidal) (SinuSoidal Coding)                                                | 2004                                | |
| 29                   | PS (Parametric Stereo)                                                                          | 2004 e 2006                         | usado com AAC LC e SBR no "HE-AAC v2 Profile" ("HE-AAC v2 Profile"). A ferramenta de codificação PS foi definida em 2004 e o Tipo de Objeto definido em 2006. |
| 30                   | MPEG Surround                                                                                   | 2007                                | também conhecido como MPEG Spatial Audio Coding (SAC), é um tipo de codificação de áudio espacial (MPEG Surround também foi definido na ISO/IEC 23003-1 em 2007) |
| 31                   | (ESCAPE)                                                                                        |                                     | |
| 32                   | MPEG-1/2 Layer-1                                                                                | 2005                                | |
| 33                   | MPEG-1/2 Layer-2                                                                                | 2005                                | |
| 34                   | MPEG-1/2 Layer-3                                                                                | 2005                                | também conhecido como "MP3onMP4" |
| 35                   | DST (Direct Stream Transfer)                                                                    | 2005                                | codificação de áudio sem perdas, usada em Super Audio CD |
| 36                   | ALS (Audio Lossless Coding)                                                                     | 2006                                | codificação de áudio sem perdas |
| 37                   | SLS (Scalable Lossless Coding)                                                                  | 2006                                | codificação de áudio de duas camadas com camada sem perdas e núcleo/camada de áudio geral com perdas (por exemplo, AAC) |
| 38                   | SLS não essencial (non-core)                                                                    | 2006                                | codificação de áudio sem perdas sem núcleo/camada de áudio geral com perdas (por exemplo, AAC) |
| 39                   | ER AAC ELD (Enhanced Low Delay)                                                                 | 2008                                | Resiliente a erros (Error Resilient) |
| 40                   | SMR (Representação Musical Simbólica) Simples (Symbolic Music Representation) (Simple)          | 2008                                | nota: Symbolic Music Representation também é o padrão MPEG-4 Part 23(ISO/IEC 14496-23:2008) |
| 41                   | SMR Principal (SMR Main)                                                                        | 2008                                | |
| 42                   | USAC (Unified Speech and Audio Coding)                                                          | 2012                                | A codificação unificada de fala e áudio é definida na Parte 3 do MPEG-D (ISO/IEC 23003-3:2012) |
| 43                   | SAOC (Spatial Audio Object Coding)                                                              | 2010                                | nota: A codificação de objetos de áudio espacial também é o padrão MPEG-D Parte 2(ISO/IEC 23003-2:2010) |
| 44                   | LD MPEG Surround                                                                                | 2010                                | Este tipo de objeto transmite informações secundárias de codificação surround MPEG de baixo atraso (que foram definidas na Parte 2 do MPEG-D – ISO/IEC 23003-2) na estrutura de áudio MPEG-4.                                                                                     |
| 45                   | SAOC-DE                                                                                         | 2013                                | Melhoria do diálogo de codificação de objeto de áudio espacial |
| 46                   | Sincronização de áudio (Audio Sync)                                                             | 2015                                | A ferramenta de sincronização de áudio oferece a capacidade de sincronizar vários conteúdos em vários dispositivos. |

## Perfis de Áudio

Estrutura hierárquica do Perfil AAC, Perfil HE-AAC e Perfil HE-AAC v2, e compatibilidade entre eles. O decodificador Perfil HE-AAC é totalmente capaz de decodificar qualquer fluxo Perfil AAC. Da mesma forma, o decodificador HE-AAC v2 pode manipular todos os fluxos Perfil HE-AAC, bem como todos os fluxos Perfil AAC. Com base na especificação técnica MPEG-4 Parte 3.

O padrão de áudio MPEG-4 define vários perfis. Esses perfis são baseados nos tipos de objetos e cada perfil suporta uma lista diferente de tipos de objetos. Cada perfil também pode ter vários níveis, o que limita alguns parâmetros das ferramentas presentes em um perfil. Esses parâmetros geralmente são a taxa de amostragem e o número de canais de áudio decodificados ao mesmo tempo.
| Perfis de Áudio                                                      | Tipos de objetos de áudio | Primeira data de lançamento público |
| -------------------------------------------------------------------- | --- | ----------------------------------- |
| Perfil AAC (AAC Profile)                                             | AAC LC | 2003                                |
| Perfil AAC de alta eficiência (High Efficiency AAC Profile)          | AAC LC, SBR | 2003                                |
| Perfil HE-AAC v2 (HE-AAC v2 Profile)                                 | AAC LC, SBR, PS | 2006                                |
| Perfil de áudio principal (Main Audio Profile)                       | AAC Main, AAC LC, AAC SSR, AAC LTP, AAC Scalable, TwinVQ, CELP, HVXC, TTSI, Main synthesis                                                                                                  | 1999                                |
| Perfil de áudio escalável (Scalable Audio Profile)                   | AAC LC, AAC LTP, AAC Scalable, TwinVQ, CELP, HVXC, TTSI | 1999                                |
| Perfil de áudio de fala (Speech Audio Profile)                       | CELP, HVXC, TTSI | 1999                                |
| Perfil de Áudio Sintético (Synthetic Audio Profile)                  | TTSI, Síntese principal (Main synthesis) | 1999                                |
| Perfil de áudio de alta qualidade (High Quality Audio Profile)       | AAC LC, AAC LTP, AAC Scalable, CELP, ER AAC LC, ER AAC LTP, ER AAC Scalable, ER CELP | 2000                                |
| Perfil de áudio de baixo atraso (Low Delay Audio Profile)            | CELP, HVXC, TTSI, ER AAC LD, ER CELP, ER HVXC | 2000                                |
| Perfil de áudio natural (Natural Audio Profile)                      | AAC Main, AAC LC, AAC SSR, AAC LTP, AAC Scalable, TwinVQ, CELP, HVXC, TTSI, ER AAC LC, ER AAC LTP, ER AAC Scalable, ER TwinVQ, ER BSAC, ER AAC LD, ER CELP, ER HVXC, ER HILN, ER Parametric | 2000                                |
| Perfil de rede de áudio móvel (Mobile Audio Internetworking Profile) | ER AAC LC, ER AAC Scalable, ER TwinVQ, ER BSAC, ER AAC LD | 2000                                |
| Perfil HD-AAC (HD-AAC Profile)                                       | AAC LC, SLS | 2009                                |
| Perfil Simples de ELA (ALS Simple Profile)                           | ALS | 2010                                |

## Armazenamento e transporte de áudio
|                            | Padrão                        | Descrição                                                                                            |
| -------------------------- | ----------------------------- | --- |
| Multiplex                  | ISO/IEC 14496-1               | Esquema MPEG-4 Multiplex (M4Mux)                                                                     |
| Multiplex                  | ISO/IEC 14496-3               | Multiplex de transporte de áudio de baixa sobrecarga (Low Overhead Audio Transport Multiplex) (LATM) |
| Armazenar (Storage)        | ISO/IEC 14496-3 (informativo) | Audio Data Interchange Format (ADIF) – somente para AAC                                              |
| Armazenar (Storage)        | ISO/IEC 14496-12              | MPEG-4 file format (MP4) / Formato de arquivo de mídia base ISO                                      |
| Transmissão (Transmission) | ISO/IEC 14496-3 (informativo) | Audio Data Transport Stream (ADTS) – somente para AAC                                                |
| Transmissão (Transmission) | ISO/IEC 14496-3               | Low Overhead Audio Stream (LOAS), baseado em LATM                                                    |

Não há um padrão para o transporte de fluxos elementares por um canal, porque a ampla gama de aplicações MPEG-4 tem requisitos de entrega muito amplos para serem facilmente caracterizados com uma única solução.
As capacidades de uma camada de transporte e a comunicação entre as funções de transporte, multiplex e demultiplex são descritas no Delivery Multimedia Integration Framework (DMIF) na ISO/IEC 14496-6. Existe uma grande variedade de mecanismos de entrega abaixo desta interface, por exemplo, fluxo de transporte MPEG, Protocolo de Transporte em Tempo Real (RTP), etc.
O transporte no Protocolo de Transporte em Tempo Real é definido no RFC 3016 (Formato de Carga Útil RTP para Fluxos de Áudio/Visual MPEG-4), RFC 3640 (Formato de Carga Útil RTP para Transporte de Fluxos Elementares MPEG-4), RFC 4281 (Parâmetro de Codecs para Tipos de Mídia "Bucket") e RFC 4337 (Registro de Tipo MIME para MPEG-4).
LATM e LOAS foram definidos para aplicações de áudio natural, que não exigem codificação sofisticada baseada em objetos ou outras funções fornecidas pelos sistemas MPEG-4.

## Bifurcação no padrão técnico AAC
A Codificação Avançada de Áudio em MPEG-4 Parte 3 (Áudio MPEG-4) Subparte 4 foi aprimorada em relação ao padrão anterior MPEG-2 Parte 7 (Codificação Avançada de Áudio), a fim de fornecer melhor qualidade de som para uma determinada taxa de bits de codificação.
Presume-se que quaisquer diferenças entre a Parte 3 e a Parte 7 serão resolvidas pelo órgão de padrões ISO em um futuro próximo para evitar a possibilidade de futuras incompatibilidades de bitstream. No momento, não há incompatibilidades conhecidas de player ou codec devido à novidade do padrão.
O padrão MPEG-2 Parte 7 (Advanced Audio Coding) foi publicado pela primeira vez em 1997 e oferece três perfis padrão: Perfil de baixa complexidade (LC), perfil principal e perfil de taxa de amostragem escalável (SSR).
O MPEG-4 Parte 3 Subparte 4 (Codificação Geral de Áudio) combinou os perfis do MPEG-2 Parte 7 com Substituição de Ruído Perceptual (PNS) e os definiu como Tipos de Objetos de Áudio (AAC LC, AAC Main, AAC SSR).

## HE-AAC
High-Efficiency Advanced Audio Coding é uma extensão do AAC LC usando replicação de banda espectral (SBR) e Parametric Stereo (PS). Ele foi projetado para aumentar a eficiência da codificação em baixas taxas de bits usando representação paramétrica parcial de áudio.

## AAC-SSR
AAC Scalable Sample Rate foi introduzida pela Sony nos padrões MPEG-2 Parte 7 e MPEG-4 Parte 3.[carece de fontes?] Foi publicada pela primeira vez na ISO/IEC 13818-7, Parte 7: Codificação Avançada de Áudio (AAC) em 1997. O sinal de áudio é primeiro dividido em 4 bandas usando um banco de filtros de quadratura polifásica de 4 bandas. Então essas 4 bandas são divididas ainda mais usando MDCTs com um tamanho k de 32 ou 256 amostras. Isso é semelhante ao AAC LC normal que usa MDCTs com um tamanho k de 128 ou 1024 diretamente no sinal de áudio.
A vantagem dessa técnica é que a troca de blocos curtos pode ser feita separadamente para cada banda PQF. Assim, altas frequências podem ser codificadas usando um bloco curto para melhorar a resolução temporal, baixas frequências ainda podem ser codificadas com alta resolução espectral. No entanto, devido ao aliasing entre as 4 bandas PQF, as eficiências de codificação em torno de (1,2,3) * fs/8 são piores do que o MPEG-4 AAC LC normal.
MPEG-4 AAC-SSR é muito semelhante ao ATRAC e ATRAC-3.

### Por que o AAC-SSR foi introduzido
A ideia por trás do AAC-SSR não era apenas a vantagem listada acima, mas também a possibilidade de reduzir a taxa de dados removendo 1, 2 ou 3 das bandas PQF superiores. Um divisor de bitstream muito simples pode remover essas bandas e, assim, reduzir a taxa de bits e a taxa de amostragem.
Exemplo:
- 4 subbandas: taxa de bits = 128 kbit/s, taxa de amostragem = 48 kHz, f_lowpass = 20 kHz
- 3 subbandas: taxa de bits ~ 120 kbit/s, taxa de amostragem = 48 kHz, f_lowpass = 18 kHz
- 2 subbandas: taxa de bits ~ 100 kbit/s, taxa de amostragem = 24 kHz, f_lowpass = 12 kHz
- 1 subbanda: taxa de bits ~ 65 kbit/s, taxa de amostragem = 12 kHz, f_lowpass = 6 kHz

Nota: embora possível, a qualidade resultante é muito pior do que a típica para essa taxa de bits. Então, para LC AAC de 64 kbit/s normal, uma largura de banda de 14–16 kHz é alcançada usando estéreo de intensidade e NMRs reduzidos. Isso degrada a qualidade audível menos do que transmitir largura de banda de 6 kHz com qualidade perfeita.

## BSAC
Bit Sliced Arithmetic Coding é um padrão MPEG-4 (ISO/IEC 14496-3 subparte 4) para codificação de áudio escalável. BSAC usa uma codificação sem ruído alternativa ao AAC, com o restante do processamento sendo idêntico ao AAC. Esse suporte para escalabilidade permite qualidade de som quase transparente a 64 kbit/s e degradação suave em taxas de bits mais baixas. A codificação BSAC é melhor executada na faixa de 40 kbit/s a 64 kbit/s, embora opere na faixa de 16 kbit/s a 64 kbit/s. O codec AAC-BSAC é usado em aplicativos de Transmissão Multimídia Digital (DMB).

## Licenciamento
Em 2002, o Comitê de Licenciamento de Áudio MPEG-4 selecionou a Via Licensing Corporation como Administradora de Licenciamento para o pool de patentes de Áudio MPEG-4.